# Gmina Pilot Mound (Iowa)

Położenie Gminy Pilot Mound w hrabstwie Boone

Gmina Pilot Mound (ang. Pilot Mound Township) – gmina w USA, w stanie Iowa, w hrabstwie Boone. Według danych z 2000 roku gmina miała 400 mieszkańców.